# Lišane Ostrovičke
Lišane Ostrovičke es un municipio de Croacia en el condado de Zadar.

## Geografía
Se encuentra a una altitud de 131 m s. n. m. a 315 km de la capital nacional, Zagreb.

## Demografía
En el censo 2011 el total de población del municipio fue de 698 habitantes, distribuidos en las siguientes localidades:
- Dobropoljci - 29
- Lišane Ostrovičke - 583
- Ostrovica - 86

| Gráfica de población de Lišane Ostrovičke 1857-2011                 |
|                                                                     |
| Según los censos de población de la oficina estadística de Croacia. |